# Miloslav Hořava
Miloslav Hořava (Kladno, 14 agosto 1961) è un allenatore di hockey su ghiaccio ed ex hockeista su ghiaccio ceco fino al 1993 cecoslovacco.

## Biografia
Vinse la medaglia d'argento ai XIV Giochi olimpici invernali e successivamente la medaglia di bronzo ai XVI Giochi olimpici invernali, insieme ai suoi compagni fra cui Patrik Augusta. Dal 2002 iniziò la sua attività di allenatore, portandolo alla firma del contratto della durata di due anni il 16 aprile 2009 per la Modo Hockey.

## Palmarès

### Giocatore
- Extraliga cecoslovacca: 3

Rytíři Kladno: 1979-1980
Dukla Jihlava: 1983-1984, 1984-1985

### Allenatore
- Campionato ceco: 1

Litvínov: 2014-2015
- 1. česká hokejová liga: 1

Slovan Ústečtí Lvi: 2008-2009